# Franciszek Paszkowski (1853–1926)

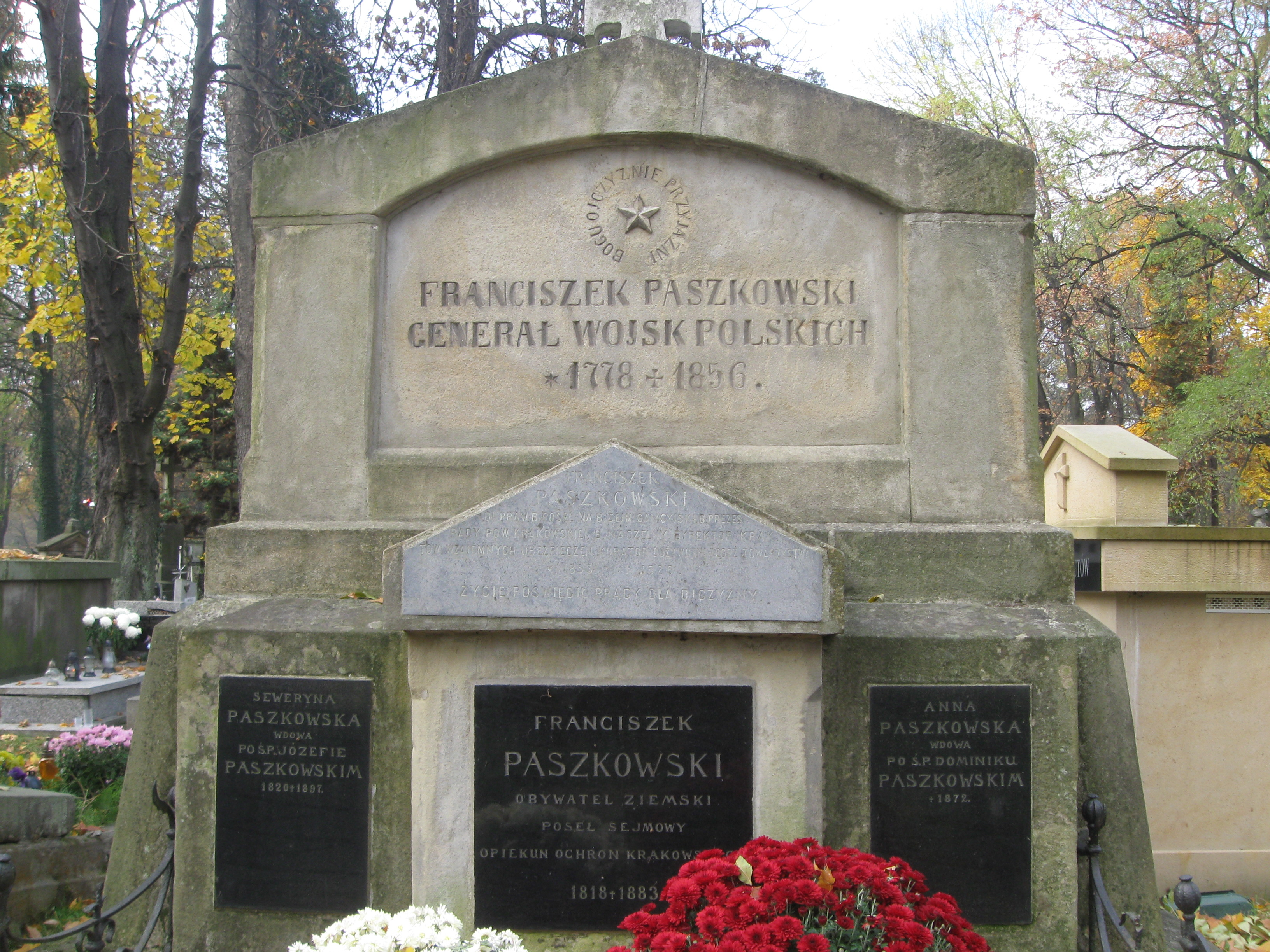
Grobowiec rodzinny Paszkowskich

Franciszek Borgiasz Paszkowski (ur. 27 września 1853 w Warszawie, zm. 29 maja 1926 w Krakowie) – doktor prawa, adwokat, poseł na Sejm Krajowy Galicji VI, VII i VIII kadencji. Prezes Rady Powiatu Krakowskiego, dyrektor Towarzystwa Wzajemnych Ubezpieczeń w Krakowie, członek komisji kontrolującej Stronnictwa Prawicy Narodowej w 1910 roku.

## Życiorys
Był synem Józefa Edmunda i Seweryny ze Stompfów (1820-1897), bratem Leona. Ukończył II Gimnazjum w Warszawie zdając maturę w 1870. Studiował prawo na Wydziale Prawa UJ, kontynuował studia w Wiedniu, uzyskując stopień doktora praw na UJ  18 stycznia 1876. Pracował w Wyższym Sądzie Krajowym  w Krakowie od 1877 na stanowisku adiunkta. W latach 1878–1881 był sekretarzem rady sądu. W 1886 założył własną kancelarię, którą prowadził do 1906. W 1883 po stryju Franciszku odziedziczył majątek ziemski Tonie. Związał się ze stronnictwem konserwatystów, był członkiem komitetu redakcyjnego "Czasu", pisał na jego łamach artykuły na tematy polityczne i gospodarcze. W 1890 wszedł w skład Rady Miasta Krakowa. Pracował w komisji gazownictwa, wodociągowej i teatralnej. W 1890 znalazł się w składzie komitetu zajmującego się sprowadzeniem do Krakowa prochów Adama Mickiewicza. W 1902 opracował projekt emerytur dla artystów teatru miejskiego. W radzie miasta pracował do kwietnia 1905. W 1892 został posłem na Sejm Krajowy, był sekretarzem sejmowym do 1896 oraz sekretarzem sejmowej komisji budżetowej. Po raz drugi wybrany w 1898 zajął się problematyką reformy agrarnej, wodnej, budżetem, występował w sprawach kredytu włościańskiego (1896), ustawy budowlanej dla wsi (1898), melioracji (1901) oraz ustawy łowieckiej (1907). Od 1885 członek Rady Powiatu Krakowskiego, w 1890 został zastępcą prezesa Wydziału Powiatowego, w latach 1896-1904 pełnił funkcję prezesa, członkiem Rady Powiatu pozostał do 1918. Działał w Powiatowej Kasie Oszczędności jako radca prawny, za jego czasów kasa przeprowadziła się do własnego gmachu przy ulicy Pijarskiej 1. Był członkiem Towarzystwa Wzajemnych Ubezpieczeń, w 1897 wszedł w skład Rady Nadzorczej Towarzystwa, w 1903 dyrektorem referentem, w 1911 został Naczelnym Dyrektorem a od 1918 dożywotnim Kuratorem. Wchodził w skład Komitetu Utrzymania Kopca Kościuszki. Opublikował wspomnienia o Kościuszce pozostające w rękach rodziny, a będące jeszcze w rękopisach. W latach 1886–1915 był członkiem Wydziału Towarzystwa Kredytowego Ziemskiego, od 1913 był jego prezesem. W 1905 wszedł do Rady Nadzorczej Banku Krajowego. Działał w komisji dyscyplinarnej Izby Adwokackiej oraz był członkiem Towarzystwa Miłośników  Historii i Zabytków Krakowa.
Nie założył rodziny, pochowany został obok matki i stryja w grobowcu rodzinnym na cmentarzu Rakowickim.

## Odznaczenia
- Krzyż Oficerski Orderu Odrodzenia Polski (2 maja 1924)[3][4]
- Order Korony Żelaznej III Klasy (Austro-Węgry)
- Komandor Orderu Franciszka Józefa (Austro-Węgry, 1911)[5]